# 肥沃な三日月地帯

肥沃な三日月地帯と呼ばれる地域

肥沃な三日月地帯（ひよくなみかづきちたい、英語: Fertile Crescent アラビア語: الهلال الخصيب）とは、古代オリエント史の文脈において多用される歴史地理的な概念である。その範囲は東のペルシア湾からチグリス川・ユーフラテス川を遡り、シリアを経て西はパレスチナ、エジプトに至る半円形を示す。
この用語が初めて用いられたのは、1916年のことである。当時、シカゴ大学のエジプト学者であったジェームズ・ヘンリー・ブレステッドが、著作『古代』の中で初めて記した。それ以後、多くの学者によって古代オリエントの中心地を指す用語として使われるようになった。
中でも年間降水量が多い地帯の形が三日月のように見えるため三日月地帯と言われる。またこの地域は食糧源、地域の作物収量においても付近よりか多様だった。
現代においても古代オリエントの地理を説明する文脈では多用される用語だが、その地理的範囲に厳密な定義はなく、域内の気候やそれに合わせた農業体系、文化も必ずしも同質ではない。むしろ、周辺の砂漠地帯に対する大河地帯の特性を強調した用語といえる。
この地域は、メソポタミア、古代エジプトといった多くの古代文明が栄え、後々まで中東の中心であった。しかしながら、「メソポタミア文明は肥沃な三日月地帯から始まった」というのは誤りであり、この地域は灌漑農業ではなく、乾燥農業を行うことができるが、メソポタミア文明の繁栄をもたらしたシュメール人がこの過酷な乾燥地帯に文明をもたらすことができたのは肥沃な土地に頼らず、ここで生活できるように堤防や水路の建設、物流システムの構築などをした努力にあるともいえる。
今日、この地帯に含まれる主要な国（地域）は、イラク、シリア、レバノン、イスラエル、パレスチナであり、それにエジプトを含むこともある。また、東南トルコ、北西ヨルダン、南西イランも含まれる。